# Современное пятиборье на летних Олимпийских играх 1968
Соревнования по современному пятиборью на XIX летних Олимпийских играх 1968 года в  Мексика проводились только среди мужчин с 12 по 17 октября 1968 года.
Самый молодой участник: Йорг Чернер  ГДР - (21 год, 61 день).
Старейший участник: Дункан Пейдж  Австралия - (33 года, 350 дней).
Было разыграно 2 комплекта наград: в личном и командном первенствах среди мужчин. В соревнованиях приняли участие 48 спортсмена из 18 стран. От каждой страны выступало не более трёх атлетов (полностью команду из 3 спортсменов выставили 15 стран, которые и разыграли награды в командном первенстве). UIPM также начала проводить допинг-контроль после того, как в 1965 году на чемпионате мира были некоторые инциденты, связанные с употреблением спортсменами алкоголя перед стрельбой.

## Команда СССР
Команда Советского Союза приехала на Олимпиаду в следующем составе: Павел Леднёв (чемпион СССР 1968 года), Борис Онищенко, Стасис Шапарнис и запасной Эдуард Сдобников (чемпион мира 1962 года). Руководитель команды и старший тренер - Олег Игнатьевич Чувилин.

## Общий медальный зачёт
| Место | Страна  | Золото | Серебро | Бронза | Всего |
| ----- | ------- | ------ | ------- | ------ | ----- |
| 1     | Венгрия | 1      | 1       | 0      | 2     |
| 2     | Швеция  | 1      | 0       | 0      | 1     |
| 3     | СССР    | 0      | 1       | 1      | 2     |
| 4     | Франция | 0      | 0       | 1      | 1     |

## Медалисты
| Дисциплина           | Золото                                                      | Серебро                                                       | Бронза                                                           |
| -------------------- | ----------------------------------------------------------- | ------------------------------------------------------------- | ---------------------------------------------------------------- |
| Личное первенство    | Бьёрн Ферм Швеция 4964                                      | Андраш Бальцо Венгрия 4953                                    | Павел Леднёв СССР 4795                                           |
| Командное первенство | Венгрия 14 325 · Андраш Бальцо · Иштван Мона · Ференц Тёрёк | СССР 14 248 · Павел Леднёв · Борис Онищенко · Стасис Шапарнис | Франция 13 289 · Рауль Геган · Люсьен Гиге · Жан-Пьер Джудичелли |

## Итоговые результаты
- Личное первенство.

| Место | Спортсмен        | Возраст | Страна         | Конкур | Фехтование | очки/результат | очки/результат | очки/результат | Сумма |
| ----- | ---------------- | ------- | -------------- | ------ | ---------- | -------------- | -------------- | -------------- | ----- |
| 1.    | Бьёрн Ферм       | 24      | Швеция         | 1100   | 885        | 934/191        | 1075/3.41,8    | 970/14.25,7    | 4 964 |
| 2.    | Андраш Бальцо    | 30      | Венгрия        | 1010   | 931        | 934/191        | 1054/3.45,1    | 1024/14.07,1   | 4 953 |
| 3.    | Павел Леднёв     | 25      | СССР           | 1070   | 839        | 934/191        | 1060/3.44,4    | 892/14.51,0    | 4 795 |
| 4.    | Карл-Хайнс Кучке | 28      | ГДР            | 1070   | 632        | 846/187        | 1126/3.33,1    | 1090/13.45,5   | 4 764 |
| 5.    | Борис Онищенко   | 31      | СССР           | 995    | 885        | 912/190        | 1054/3.45,1    | 910/14.45,7    | 4 756 |
| 6.    | Raoul Gueguen    | 21      | Франция        | 1040   | 954        | 912/190        | 1000/3.54,2    | 850/15.05,0    | 4 756 |
| 7.    | Иштван Мона      | 28      | Венгрия        | 1010   | 1046       | 868/188        | 943/4.03,5     | 847/15.06,9    | 4 714 |
| 8.    | Джим Фокс        | 27      | Великобритания | 995    | 885        | 912/190        | 10006/3.53,4   | 895/14.50,3    | 4 663 |
| 10.   | Стасис Шапарнис  | 29      | СССР           | 1070   | 793        | 802/185        | 1027/3.49,9    | 964/14.27,8    | 4 656 |
| 11.   | Марио Медда      | 25      | Италия         | 1010   | 977        | 758/183        | 949/4.02,7     | 937/14.36,1    | 4 631 |